# كارمين بريتو
كارمين بريتو (بالإسبانية: Carmen Brito)‏ هي مرممة ومخرجة ومونتيرة تشيلية، ولدت في 4 أغسطس 1947 في سانتياغو في تشيلي.

## وصلات خارجية
- كارمين بريتو على موقع IMDb (الإنجليزية)
- كارمين بريتو على موقع قاعدة بيانات الفيلم (الإنجليزية)